# Joachim Calmeyer
Kåre Joachim Calmeyer (Oslo, 23 juni 1931 – Grue, 26 december 2016) was een Noors acteur.
In 1953 debuteerde hij in het Rogaland Teater in de opera Don Pasquale. In 1960 verwisselde hij het Rogaland Teater voor Det Norske Teatret en in 1964 ging hij naar het Nationaltheatret. Van 1972 tot 1978 speelde hij in Den Nationale Scene waarna hij terugkeerde bij het Nationaltheatret. Ook was hij actief in het Fjernsynsteatret. Calmeyer is bekend van zijn rollen in Før frostnettene (1966), Lars i porten (1984), Sigurd Drakedreper (1989), Vestavind (1994) en Salmer fra Kjøkkenet (2003). Hij werd gedecoreerd in de Orde van Sint-Olaf, kreeg de Per Aabels ærespris en de Amandaprisen.